# Spermatitis
Eine Spermatitis (auch Funiculitis) ist der medizinische Fachausdruck für eine Entzündung der Samenstränge. Sie kann bei Ausbreitung einer Samenleiterentzündung (Deferentitis) auftreten, eventuell auch im Anschluss an eine Hoden- oder Nebenhodenentzündung (Orchitis).
Im Rahmen dessen kann es zu einer schmerzhaften Samenstrangschwellung kommen sowie zu Fieber und sekundär zu Fibrosen und Verwachsungen.